# Staatsminister von Monaco
Der Staatsminister des Fürstentums Monaco (französisch Ministre d’État, monegassisch Ministru de Statu) ist der Regierungschef des Fürstentums Monaco und wird vom Fürsten von Monaco ernannt. Während seiner Amtszeit ist er im Einvernehmen mit dem Fürsten für das Regierungshandeln und die auswärtigen Angelegenheiten verantwortlich. Als Vertreter des Fürsten führt der Staatsminister mit Stimmrecht den Vorsitz im Regierungsrat, leitet die öffentlichen Dienste und befehligt die Polizei.
Die derzeitige kommissarische Amtsinhaberin ist seit dem 17. Januar 2025 Isabelle Berro.

## Geschichte
Das Amt wurde 1911 mit der Verabschiedung der Verfassung von Monaco eingeführt. Erster Amtsinhaber war der französische Jurist Émile Flach. Nach dem Freundschafts- und Schutzvertrag zwischen Frankreich und Monaco von 1918 sowie einer 1930 geschlossenen und 1935 in Kraft getretenen Konvention über die Rekrutierung bestimmter Beamter des Fürstentums musste der Staatsminister stets ein französischer Staatsbürger sein. Der Fürst von Monaco konnte ihn aus mehreren von der französischen Regierung vorgeschlagenen hochrangigen Beamten auswählen.
Nachdem 2002 ein neuer Freundschaftsvertrag zwischen beiden Staaten geschlossen worden war, trat zum 1. Dezember 2005 ein Übereinkommen zur Anpassung und Vertiefung der Verwaltungszusammenarbeit zwischen der Französischen Republik und dem Fürstentum Monaco in Kraft. Seither kann der Staatsminister entweder ein Franzose oder ein Monegasse sein. Die Auswahl und Ernennung erfolgt ausschließlich durch den Landesfürsten nach Rücksprache mit der französischen Regierung.
Aber auch nach dieser Änderung waren bislang alle regulär ernannten Staatsminister französische Staatsbürger. Lediglich die beiden Regierungsräte, die 2015/16 bzw. 2025 interimsweise das Amt des Staatsministers vertreten haben, waren Monegassen.

## Funktionen
Der Staatsminister legt dem Fürsten die vom Regierungsrat beratenen Gesetzes- und Verordnungsentwürfe vor und übermittelt die vom Fürsten unterzeichneten Gesetzesentwürfe an den Nationalrat. Er unterzeichnet Ministerialerlasse.
Im Gegensatz zu einem parlamentarischen Regime ist der Staatsminister nicht dem Nationalrat verantwortlich, sondern nur dem Fürsten.

## Regierungsräte
Er wird von fünf Regierungsräten (Conseiller de Gouvernement) unterstützt, die ebenfalls vom Fürsten ernannt werden. Die fünf Regierungsräte stehen an der Spitze von Ministerien, die für die Verwaltung verschiedener Bereiche spezialisiert sind. Zurzeit, Anfang 2025, nach dem Ableben von Didier Guillaume, gibt es folgende Regierungsräte:
- Regierungsrat für Inneres: Lionel Beffre[1]
- Regierungsrat für Finanzen und Wirtschaft: Pierre-André Chiappori[2]
- Regierungsrat für soziale Angelegenheiten und Gesundheit: Christophe Robino[3]
- Regierungsrätin für Ausrüstung, Umwelt und Urbanismus: Céline Caron-Dagioni[4]
- Regierungsrat für auswärtige Beziehungen und Kooperation: Isabelle Berro[5]

Die Regierungsräte bilden zusammen mit dem Staatsminister den Rat der Regierung, in dem die von den Ministerien vorbereiteten Verwaltungsangelegenheiten behandelt werden. Die einzelnen Ministerien sind in Direktionen und Dienste unterteilt.